# Lars Onsager
Lars Onsager (27 tháng 11 năm 1903 – 5 tháng 10 năm 1976) là nhà hóa học người Mỹ gốc Na Uy. Ông giành Giải Nobel Hóa học năm 1968 nhờ việc thiết lập quan hệ tương hỗ trong quá trình không thuận nghịch.

## Tiểu sử

### Thời niên thiếu
Lars sinh ra tại Olso, cha ông là Erling, một Luật sư của tòa án tối cao Na Uy và mẹ ông tên Ingrid Kirkeby Onsager. Ông được giáo dục bởi các Gia sư riêng, chính mẹ mình và tại một trường tư thục ở nông thôn. Sau đó, ông học tại trường trung học ở Olso và ngay còn nhỏ, Lars đã được làm quen với văn học Na Uy, đặc biệt là các câu Sử thi yêu thích, kể cả bản gốc và bản tiếng Anh, để kể lại cho bạn bè và gia đình. Ông đã học tốt đến mức được bỏ qua một lớp và tốt nghiệp sớm một năm.
Khi mười bảy tuổi, ông học tại Học viện Công nghệ Na Uy. Một trong những người bạn của ông tại học viện đó giới thiệu vào làm việc cùng với nhà vật lý học Carl Wilhelm Oseen, và ông đã đọc các ghi chú bài giảng của Oseen về Động lực học chất lưu với sự thích thú. Lars rèn luyện kĩ năng toán học của mình bằng cách đọc và giải các bài toán trong sách như Modern Analysis của Whittaker và Watson.

### Sự nghiệp
Năm 1926, ông đã chỉ ra rằng phương trình mô tả hoạt động của các Ion trong dung dịch điện phân của Peter Debye đã không tính đến Chuyển động Brown. Phát hiện này khiến Debye ấn tượng đến nỗi ông đã thuê Lars làm trợ lý nghiên cứu khi ông mới 23 tuổi.
Năm 1928, ông đến Mỹ và dạy một lớp nhập môn hóa học tại Đại học Johns Hopkins, nhưng ông cảm thấy khó giải thích khoa học cơ bản cho các tân sinh viên. Sau đó, ông dạy thêm môn hóa học nâng cao tại Đại học Brown trong vài năm, nhưng các bài giảng của ông rất khó hiểu đối với mọi người. Lars nhận bằng tiến sĩ từ Đại học Yale vào năm 1935 và trở thành giáo sư trường đó từ năm 1945.

### Gia đình
Năm 1933, Lars kết hôn với Margarethe Arledter (người Áo) và có bốn người con gồm Erling Fredrick, Inger Marie, Hans Tanberg và Christian Carl.

## Giải thưởng và danh hiệu[8]
- Huân chương Rumford từ Viện Hàn lâm Khoa học và Nghệ thuật Hoa Kỳ (1953)
- Huân chương Lorentz từ Viện Hàn lâm Khoa học Hoàng gia Hà Lan (1958)
- Huân chương Lewis từ Khu California, Huy chương Kirkwood từ Khu New Haven và Huy chương Gibbs từ Khu Chicago (1962)
- Huân chương Richards từ Khu Đông Bắc (1964)
- Giải thưởng Peter Debye về Hóa học Vật lý từ Hiệp hội Hóa học Hoa Kỳ (1965)
- Giải thưởng Belfer về Khoa học từ Đại học Yeshiva (1966)
- Giải Nobel Hóa học (1968) [1]
- Huân chương Khoa học Quốc gia (1969)